# James A. Redden

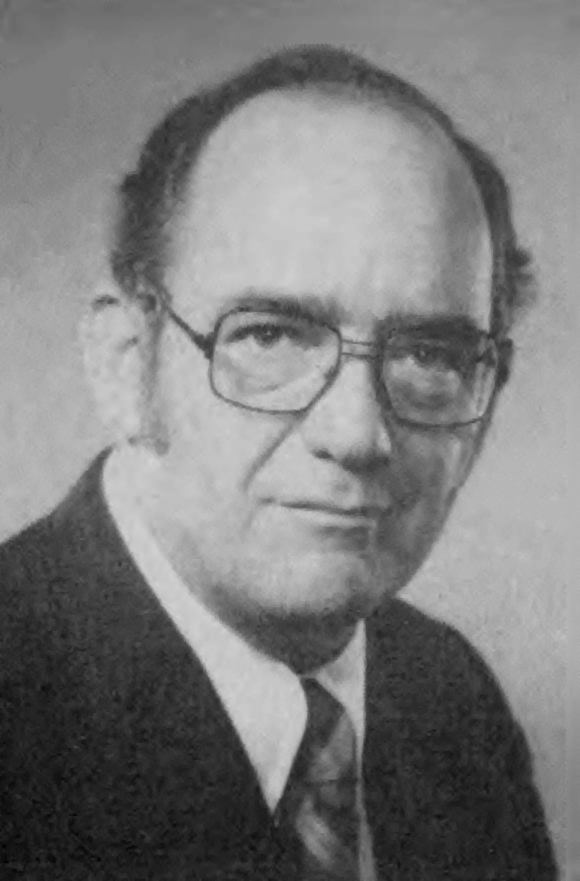
James A. Redden

James Anthony „Jim“ Redden junior (* 13. März 1929 in Springfield, Massachusetts; † 31. März 2020) war ein US-amerikanischer Jurist und Politiker (Demokratische Partei).

## Privatleben
James Anthony „Jim“ Redden junior, drittes Kind von Alma und James Anthony Redden senior, einem Zahnarzt, wurde während der Weltwirtschaftskrise im Hampden County geboren. Er wuchs auf Bronson Terrace am östlichen Rand vom Forest Park auf, wo sein Vater eine Zeit lang auch eine Zahnarztpraxis unterhielt.
Wegen einer „mittelmäßigen“ Hochschullaufbahn, wie er es später angab, verpflichtete er sich 1946 in der US-Army. Der Zweite Weltkrieg war kurz zuvor zu Ende gegangen. Er diente zwei Jahre lang als Private First Class im besetzten Japan. Während dieser Zeit war er als Sanitäter tätig und erlebte die Folgen des Atombombenabwurfs auf Hiroshima hautnah.
Nach seiner Entlassung aus dem aktiven Dienst heiratete er 1951 seine Jugendliebe Joan Johnson. Er ging mehreren unterbezahlten Stellen nach. Darunter arbeitete er für The Gillette Company, wo er für codierte Übersichtsblätter verantwortlich war. Daneben schaffte er es ein verspätetes High School Diplom zu machen. Darüber hinaus ging er auf das Boston College und deren School of Law, wo er 1954 mit einem Bachelor of Laws graduierte. Seine Zulassung als Anwalt in Massachusetts erhielt er im selben Jahr.
Nachdem er eine eigene Anwaltspraxis nur ein einziges Jahr in Massachusetts betrieb, zog der junge Attorney 1955 mit seiner Ehefrau und seinen jungen Söhnen, Jim und Bill, nach Portland (Oregon). Dort legte er sein Staatsexamen ab und erhielt seine Zulassung als Anwalt. In der Folgezeit war er für eine Rechtstitelversicherung tätig – eine Stellung, welche er nur ein Jahr lang ausübte. Danach war er als Schadensregulierer bei der Allstate Insurance Company tätig. Mit seiner Position unzufrieden und einer wachsenden Leidenschaft für das Recht, wie er es später angab, entschied er sich eine juristische Laufbahn am Gericht zu verfolgen.
Redden und seine Familie lebten die nächsten 17 Jahre lang in Medford (Oregon), wo er eine Anwaltspraxis betrieb. Während dieser Zeit nahm sein Interesse an der Politik zunehmend zu. In der Demokratischen Partei gehörte er schon bald zu deren Rising Stars.
Er und seine Ehefrau lebten später in Beaverton (Oregon). Ihr Sohn Jim ist Reporter bei der Portland Tribune und ihr Sohn Bill ein Pflichtverteidiger.

## Politische Laufbahn
Um einem Freund einen Gefallen zu erweisen, welcher nach einem Herausforderer für den amtierenden republikanischen Abgeordneten im 19. Bezirk suchte, stellte er sich 1962 als Kandidat für den Sitz im Repräsentantenhaus von Oregon auf. Es war sein erster politischer Wahlkampf. Redden gewann die Wahl und die folgenden Wiederwahlen. Er saß die nächsten sechs Jahre lang im Abgeordnetenhaus. Er wurde 1967 Minority Leader in seiner Partei.
1969 wechselte er zur Exekutive und wurde Vorsitzender im Public Employee Relations Board – ein Posten, den er bis 1972 innehatte. Von 1973 bis 1976 war er Treasurer of State von Oregon und von 1977 bis 1980 Attorney General von Oregon.

## Juristische Laufbahn
Präsident Jimmy Carter nominierte ihn am 3. Dezember 1979 für den neuen Richterposten am United States District Court for the District of Oregon, welcher durch den 92 Stat. 1629 geschaffen wurde. Der US-Senat bestätigte seine Nominierung und er erhielt am 20. Februar 1980 seine Kommission. Von 1990 bis 1995 bekleidete er den Posten als Chief Judge. Am 13. März 1995 erreichte er den Senior Status. Er verblieb aber weiterhin als Richter im Senior Status aktiv.
Viele der Fälle, welche er in seiner Zeit als Bundesrichter verhandelte, gewannen nationale Aufmerksamkeit. In diesem Zusammenhang ist seine Zurückweisung der Anklagen gegen den Anführer des American Indian Movement, Dennis Banks, zu nennen.
Seit 2003 spielte Redden die Zentralfigur in der Auseinandersetzung zwischen der Industrie und Umweltbelangen betreffend der Wasserkraftwerke am Columbia River. Er hat zwei Managementpläne der Bundesregierung aus den Jahren 2005 und 2006 zurückgewiesen. Als Begründung gab er Mängel beim Schutz von verschiedenen Lachsarten an, wie durch den Endangered Species Act gefordert. Die Pläne sahen vor, die Überlaufströme am Columbia und am Snake River zu reduzieren, was Umweltschützer und Indianerstämme scharf kritisierten wegen der verheerenden Auswirkungen auf die Lachswanderungen. Redden schlug daher vor, dass die Verwaltung der Wasserkraftwerke unter die Kontrolle der Gerichte falle, wenn die Administration von George W. Bush nicht angemessene Schutzmaßnahmen betreffend der verschiedenen Lachspopulationen ergriffe. Im November 2011 kündigte er an, dass er sich von dem Fall zurückziehen werde, bevor ein neuer Plan von der Bundesregierung im Jahr 2014 vorgelegt würde.

## Ehrungen
Das Bundesgerichtsgebäude in Medford, wo er 17 Jahre lang praktizierte, wurde durch ein Gesetz des Kongresses nach ihm zu Ehren umbenannt.